# Selenoperas caustiplaga
Selenoperas caustiplaga är en fjärilsart som beskrevs av George Francis Hampson 1896. Selenoperas caustiplaga ingår i släktet Selenoperas och familjen nattflyn. Inga underarter finns listade i Catalogue of Life.